# Abbas Bahri
Abbas Bahri (Tunísia, 1 de janeiro de 1955 – 10 de janeiro de 2016) foi um matemático tunisino.
Bahri frequentou a escola na Tunísia, depois estudou na Escola Normal Superior de Paris, obtendo o doutorado na Universidade Pierre e Marie Curie em 1981, orientado por Haïm Brézis. Esteve depois na Universidade de Chicago, foi em seguida professor da Universidade de Tunis e lecionou na École Polytechnique. Foi professor da Universidade Rutgers, onde foi até 2010 diretor do Centro de Análise Não-Linear. Trabalhou com cálculo de variações, equações diferenciais parciais e geometria diferencial.
Em 1989 foi laureado com o primeiro Prêmio Fermat, pela introdução de novos métodos no cálculo de variações.

## Obras
- Flow lines and algebraic invariants in contact form geometry. Birkhäuser 2003
- com Yongzhong Xu: Recent progress in conformal geometry. Imperial College Press 2007
- Pseudo-Orbits of contact forms. Longman 1988